# Mobula japanica
Mobula japanica is een vissensoort uit de familie van de duivelsroggen (Mobulidae). De wetenschappelijke naam van de soort is voor het eerst geldig gepubliceerd in 1841 door Müller & Henle.